# Шевченко Юрій Миколайович
Юрій Миколайович Шевченко (нар. 8 липня 1926, Київ — 7 березня 2016) — вчений з механіки родом з Києва.

## Життєпис
Викладач Київ. Політехн. Академік (1997). Інституту (1954—1961), з 1961 в Інституті Механіки АН УРСР (з 1972 завідувач відділу), з 1982 чл.-кор. АН УРСР. 

## Наукові напрямки
Праці з питань розрахунку міцности машинобудівельних елементів при високих температурах, створив теорію термов'язкопластичності.